# Sarah Vaughan (escritora)
Sarah Hall (1972), conocida como novelista como Sarah Vaughan, es una escritora y periodista británica. Trabajó para The Guardian como reportera y corresponsal política. 
Publicó su primera novela en 2014. Escribe thrillers psicológicos  y el contenido de su obra gira en torno a temas como el poder, la política, los privilegios y la presión que se ejerce sobre las mujeres. Algunas de sus publicaciones han tenido reconocimiento internacional. Su tercera novela, Anatomía de un escándalo, que plantea el tema del "consentimiento sexual" ha sido adaptada para televisión por Netflix en una serie estrenada en 2022.

## Biografía
Sarah Hall nació 1972, creció en Exeter, en el condado de Devon y estudió Literatura inglesa en el  Brasenose College, de la Universidad de Oxford. Después de graduarse, comenzó a trabajar como periodista. Trabajó para The Guardian durante once años como reportera senior y corresponsal política. En 2008, dejó The Guardian y continuó como reportera independiente. Sus trabajos como periodista los firmó con su verdadero nombre, Sarah Hall hasta que supo que había otra novelista con su nombre.
Utilizando el seudónimo de Sarah Vaughan, publicó su primera novela en 2014, The art of baking blind (El arte de hornear a ciegas), tras el compromiso que asumió en su 40 cumpleaños de escribir una novela y encontrar un editor en el plazo de un año. El libro trata sobre los participantes en un concurso de repostería y fue traducido a seis idiomas.  Le siguió dos años más tarde The farm at the edge of the world (La granja en el borde del mundo) (2016), que tuvo un éxito especial en Francia.
Su tercera novela, Anatomía de un escándalo (2018), se convirtió en superventas y le dio fama internacional.
En 2020 publicó Pequeños desastres en los que explorar la complejidad de la complejidad de la maternidad, y trata sobre el abuso infantil, la ansiedad posparto. Las críticas destacaron la forma en que manejó el tema de la salud mental femenina. La productora Rough Cut TV ha adquirido una opción sobre los derechos cinematográficos del libro.
Su quinta novela, Reputación, se presentó en marzo de 2022. Se ocupa de las amenazas que reciben habitualmente las mujeres en la vida pública y del acoso que sufren las mujeres jóvenes y las niñas en las redes sociales.  La novela ha recibido críticas positivas que han destacado el enfoque inteligente sobre el acoso a las mujeres.

## Anatomía de un escándalo
Se trata de un thriller político cuyo protagonista es un ministro de gobierno británico, muy carismático, acusado de violación a una de sus colaboradoras, con las que había tenido una relación, en un ascensor. También gira en torno a la historia de Sophie, su esposa. Una relación aparentemente idílica hasta que se hace pública la denuncia de la acusación de violación. La historia presenta el marco social y el proceso judicial al que se enfrenta la víctima ante el debate de si la relación fue consentida o no en el ambiente de élite de la sociedad inglesa y las salas del poder político londinense. Se entrelaza la actualidad con fragmentos del pasado en la atmósfera exclusiva de los "colleges" de Oxford. Para escribir la novela -ha explicado- se basó en sus propias experiencias como reportera política y como estudiante de Oxford explorando temas como el poder, los privilegios y el consentimiento sexual. El grupo de Los Libertinos se inspira en Bullingdon Club, un exclusivo club masculino. La historia también afronta el sentimiento de culpabilidad que tienen algunas víctimas de acoso sexual. "Tiene mucho que ver con la educación, con la tendencia de las mujeres a disculparse. En la novela quería explorar la violación pero también las zonas grises, cuando no está claro".
En entrevistas sobre la novela Sarah explicó que aunque se publicó en tiempos en los que se había iniciado el movimiento MeToo, la historia data de 2013, tres años antes, y la novela fue vendida a 20 países distintos un año antes de que surgiera el caso Harvey Weinstein.
Anatomía de un escándalo estuvo en la lista de bestsellers del Sunday Times durante diez semanas. Fue traducida a 22 idiomas y catalogada como una de las mejores novelas de la década de 2010 por Richard and Judy's Book Club.     En 2020, Netflix encargó una miniserie basada en la novela, protagonizada por Sienna Miller, Rupert Friend y Michelle Dockery con guion de Melissa James Gibson y David E. Kelley y dirección de S.J. Clarkson que se estrenó en abril de 2022.  
En su novela Reputation publicada en 2022 retoma la reflexión sobre la misoginia y la violencia contra las mujeres y las niñas y el papel de los medios y la misoginia en las redes sociales. Su protagonista, Emma es miembro del Parlamento y está trabajando para tratar de mantener el anonimato de las mujeres que son víctimas de venganza a través pornografía.

## Publicaciones
En inglés
- The art of Baking Blind 2014 ISBN 978-1444792225
- The Farm at the Edge of the World 2016 ISBN 978-1444792287
- Anatomy of a Scandal 2018 ISBN 978-1501172168
- Little Disasters 2020 ISBN 9781668033524
- Reputation 2022 ISBN 978-1668000069

En español
- Anatomía de un escándalo (2019) Roca Bolsillo. Roca Editorial
- Pequeño desastre (2020) Penguin Random House